# 克里亞奇基
50°12′51″N 30°17′39″E / 50.21417°N 30.29417°E
克里亞奇基（烏克蘭語：Крячки）是位於烏克蘭北部的村莊，由基辅州法斯蒂夫區的赫萊瓦哈市鎮負責管轄。該村始建於1701年，面積4.42平方公里，海拔高度175米，2001年人口3,509，人口密度每平方公里793.9人。